# هنري براندون (ممثل)
هنري براندون (بالإنجليزية: Henry Brandon)‏ مواليد 8 يونيو 1912 في برلين، الإمبراطورية الألمانية - الوفاة 15 فبراير 1990 في لوس أنجلوس، هو ممثل أمريكي بدأ مسيرته الفنية سنة 1932. امتدت مسيرته الفنية لأكثر من 57 عاما. درس في جامعة ستانفورد.

## الأعمال
- جان دارك
- الوجه الأمهق
- الباحثون
- الوصايا العشر
- العمة مامي

## روابط خارجية
- هنري براندون على موقع IMDb (الإنجليزية)
- هنري براندون على موقع ألو سيني (الفرنسية)
- هنري براندون على موقع أول موفي (الإنجليزية)
- هنري براندون على موقع قاعدة بيانات برودواي على الإنترنت (الإنجليزية)
- هنري براندون على موقع قاعدة بيانات الأفلام السويدية (السويدية)
- هنري براندون على موقع قاعدة بيانات الفيلم (الإنجليزية)
- هنري براندون على موقع كينوبويسك (الروسية)